# Junta de Molins de Rei
La Junta de Molins de Rei fou una lliga de ciutats, viles i barons que la noblesa catalana va crear el 1418 encapçalada pel conseller de Barcelona Ramon Desplà i el comte Roger Bernat I de Pallars Sobirà per a fer front als moviments castellanitzants de la cort iniciats pel seu pare, el rei Ferran I, i denunciats a les Corts de Montblanc (1414), en concret, l'exclusivitat dels catalans a ocupar els càrrecs jurídics, la primacia absoluta dels Usatges de Barcelona i les Constitucions catalanes, que foren obtinguts en les corts de Barcelona de 1421, en les quals s'encomana també a la Diputació del General la custòdia de l'estructura constitucional davant de qualsevol extralimitació reial.